# Hyperolius bopeleti
Espèce
Statut de conservation UICN

 VU  : Vulnérable
Hyperolius bopeleti est une espèce d'amphibiens de la famille des Hyperoliidae.

## Répartition
Cette espèce est endémique du Cameroun. Elle se rencontre dans le sud-ouest du pays jusqu'à 30 km de la côte,.

## Étymologie
Cette espèce est nommée en l'honneur du biologiste camerounais M. Bopelet.

## Publication originale
- Amiet, 1980 "1979" : Description de ladulte et de la larve dHyperolius bopeleti n. sp. (Amphibia Anura, Hyperoliidae). Annales de la Faculte des Sciences du Cameroun, Yaoundé, vol. 26, p. 113-124.